# Beneluxtrein

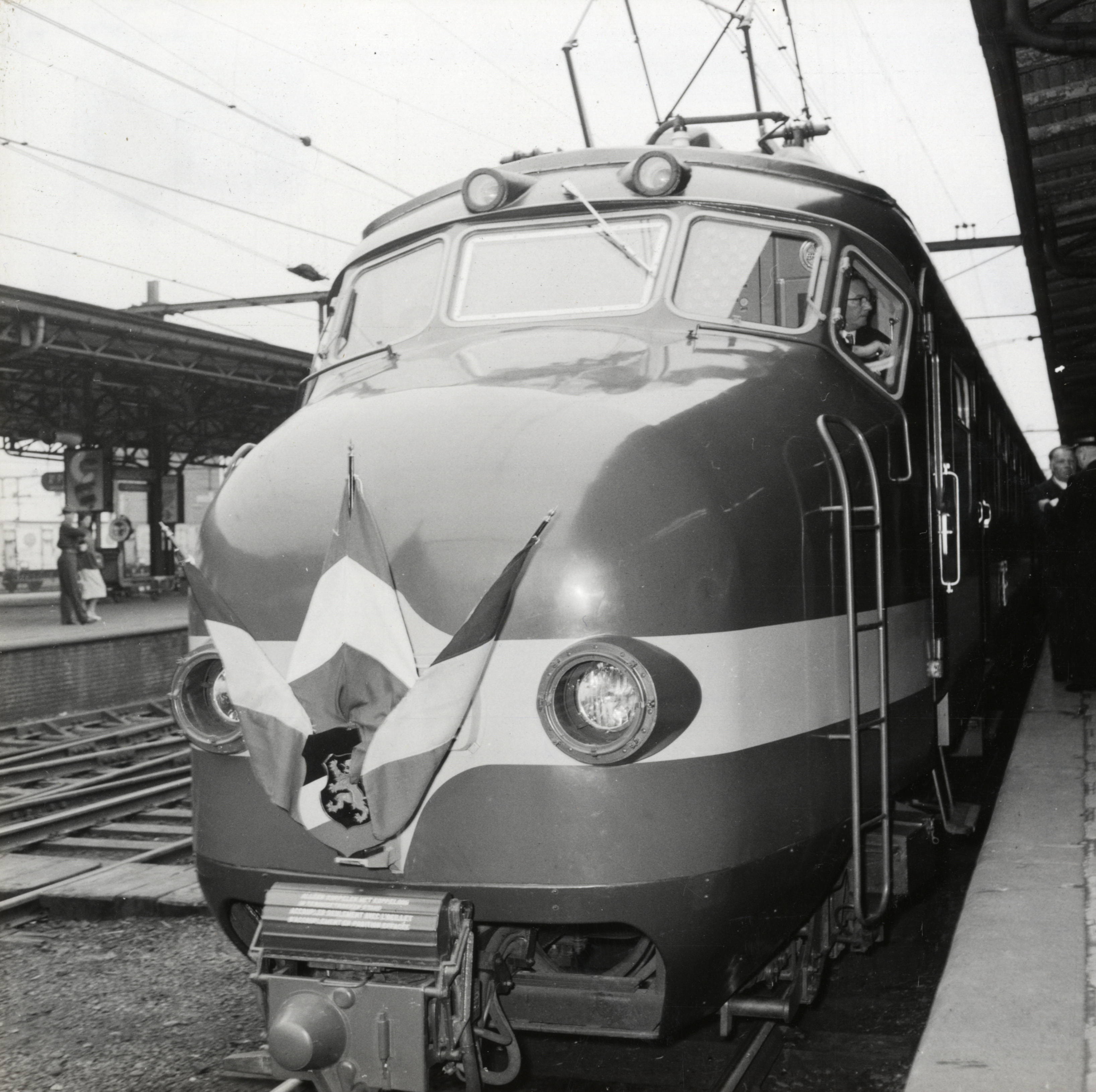
Afbeelding van de kop van een met vlaggen versierd elektrisch treinstel Mat '57 (Benelux) van de NS-NMBS tijdens de opening van de Beneluxdienst Amsterdam – Brussel v.v. te Roosendaal.

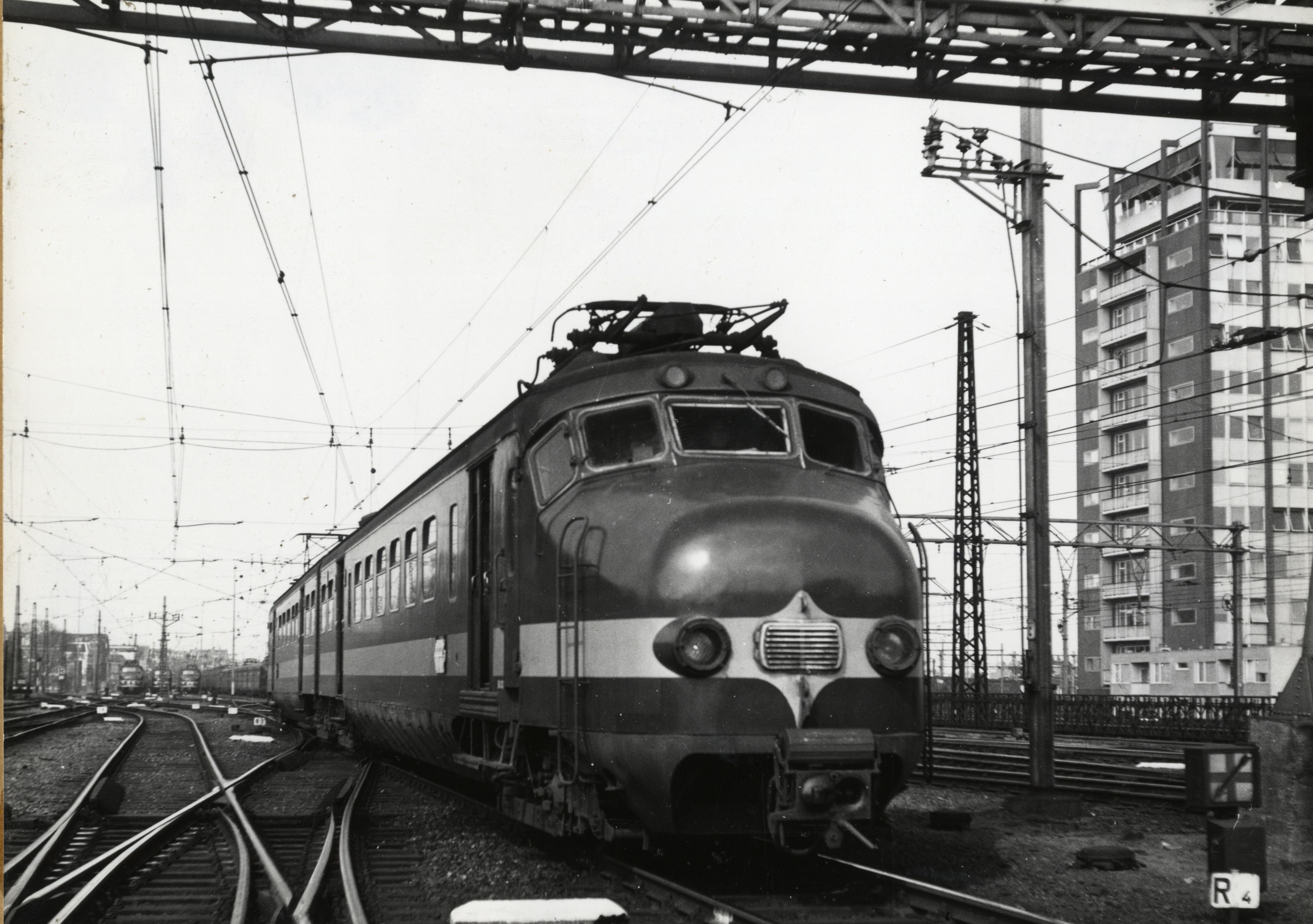
Elektrisch Benelux-treinstel van de NS / NMBS bij aankomst te Amsterdam C.S.; 1965.

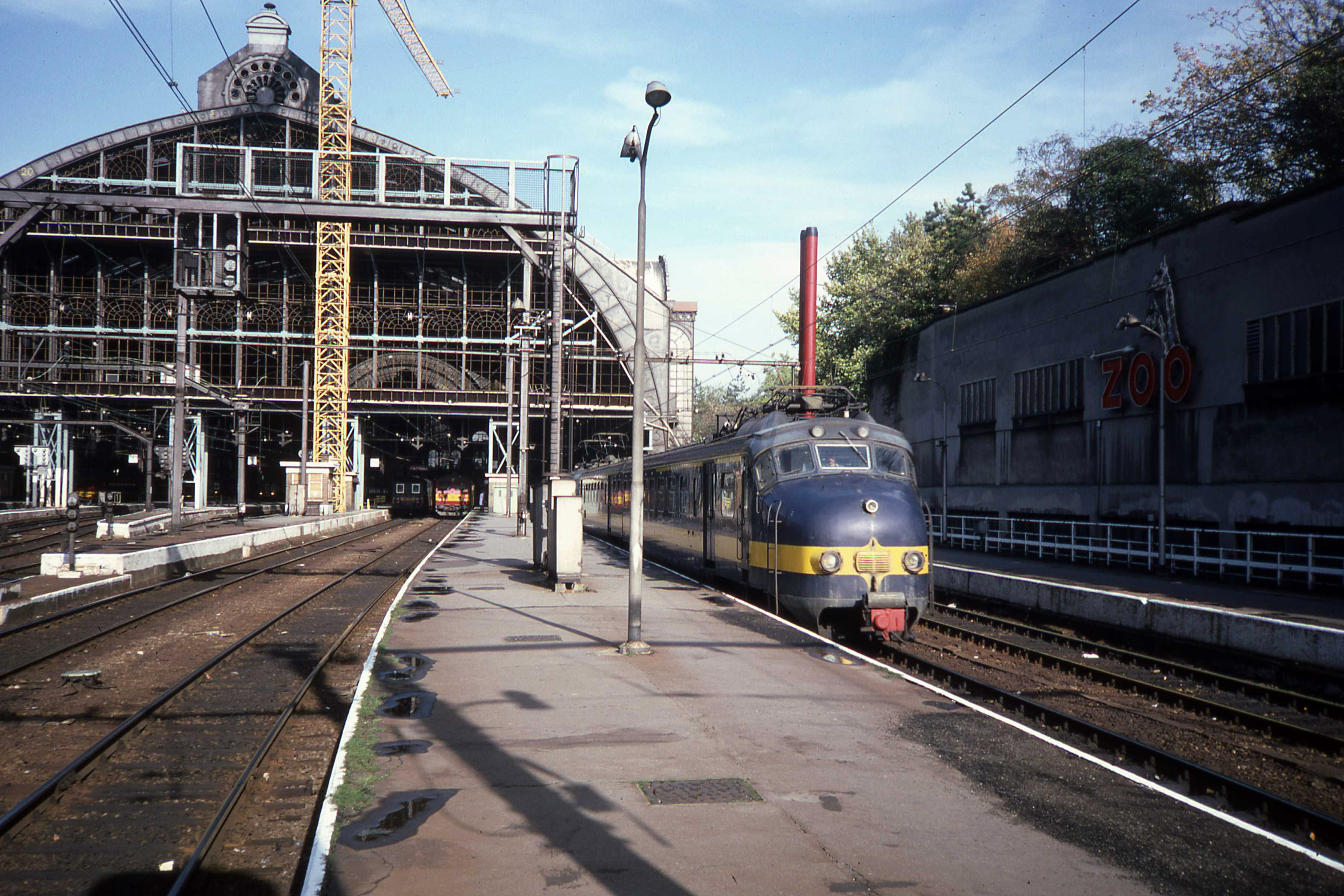
Mat '57 elektrisch tweewagenstel in de Beneluxtrein te Antwerpen-Centraal; 1986.

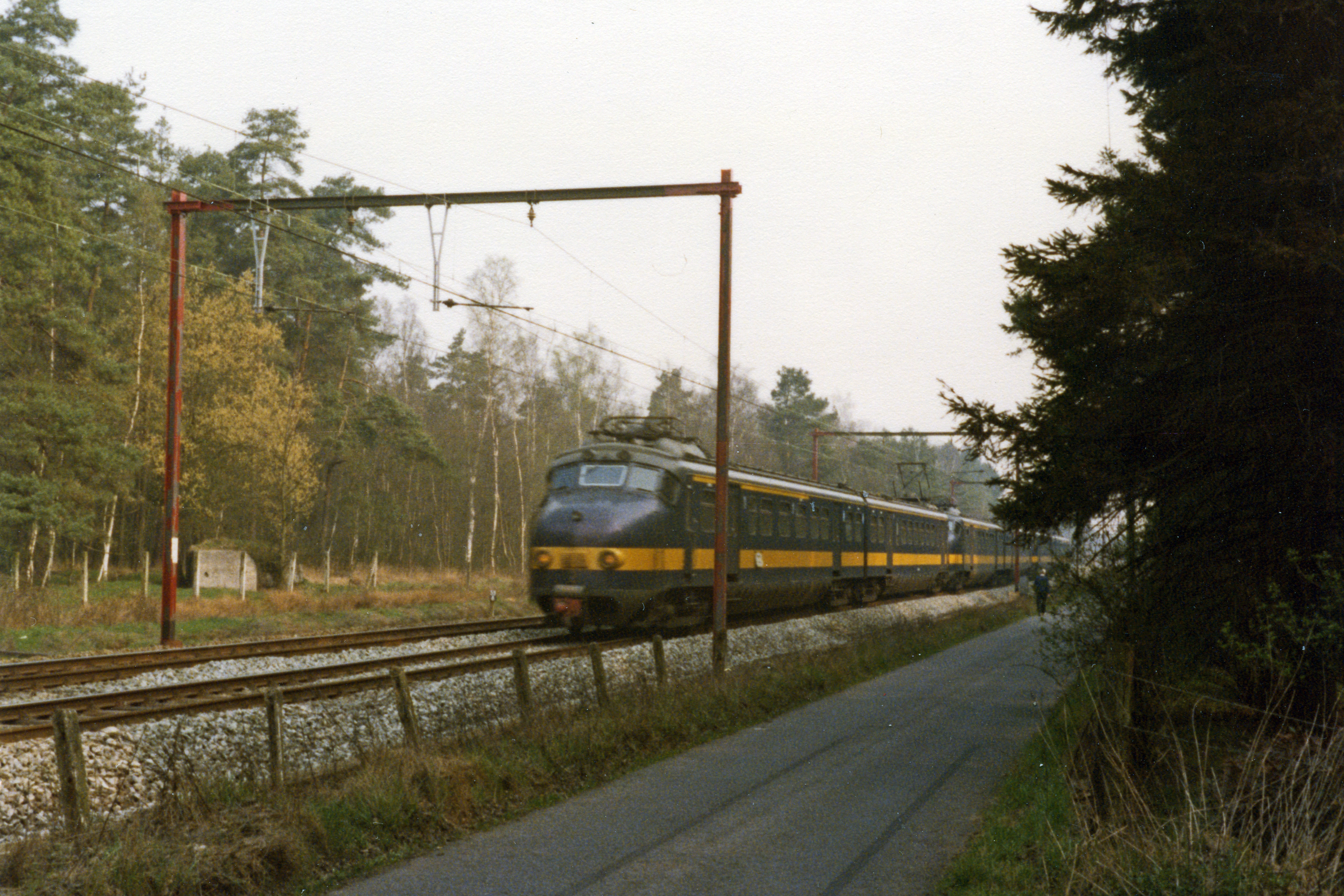
Beneluxtrein met Mat '57 Hondekopstellen nabij Kapellen (tussen Antwerpen en Roosendaal) in de jaren tachtig.

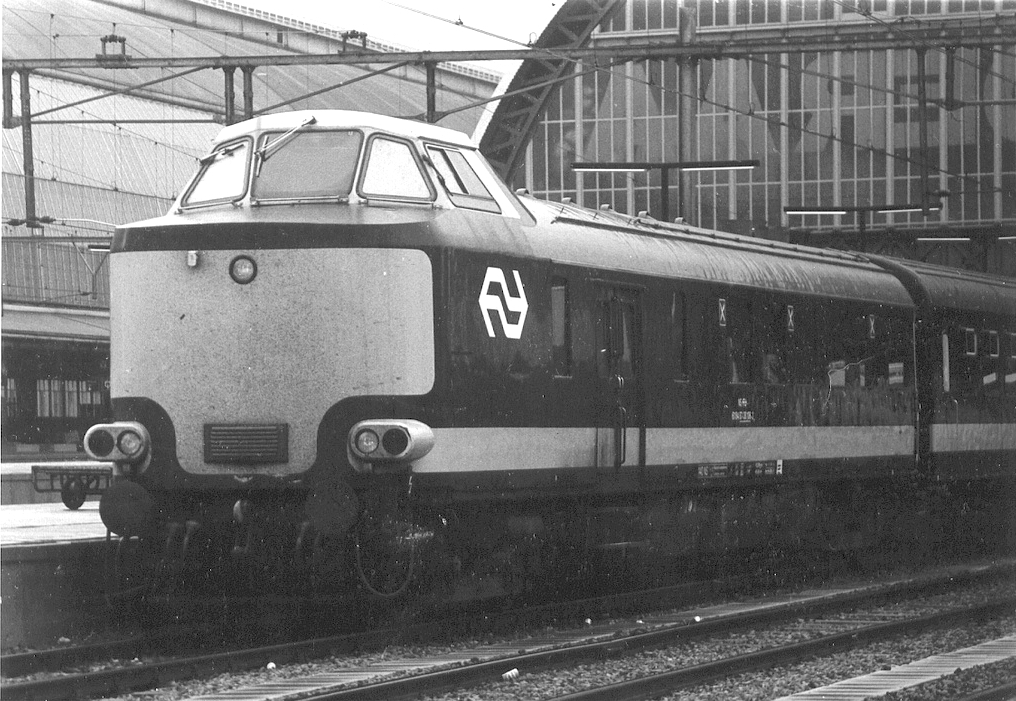
Een verbouwd Plan D-rijtuig met stuurstand in de Beneluxtrein te Amsterdam Centraal.

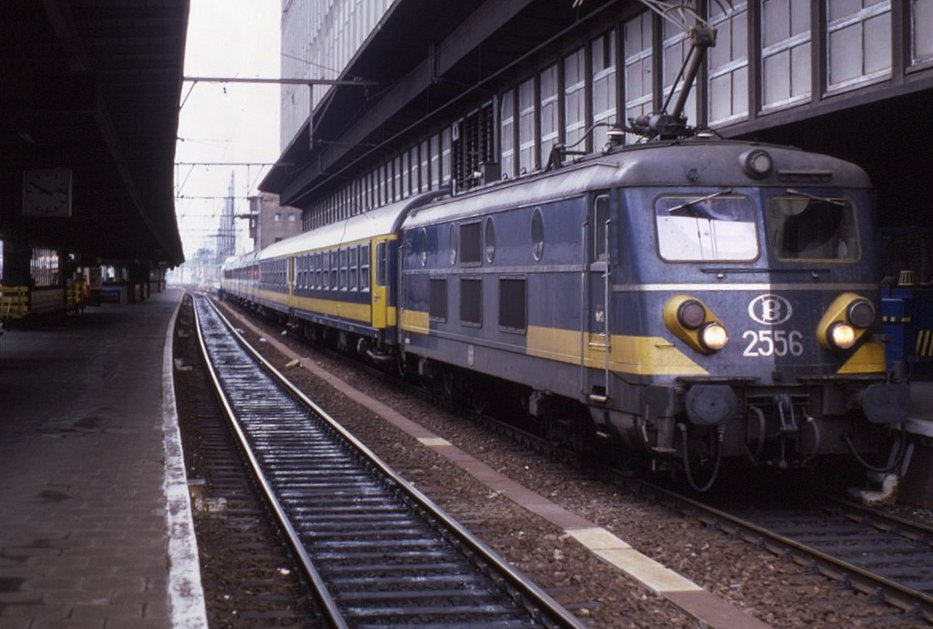
Locomotief NMBS 2556 te Brussel-Zuid; 1985.

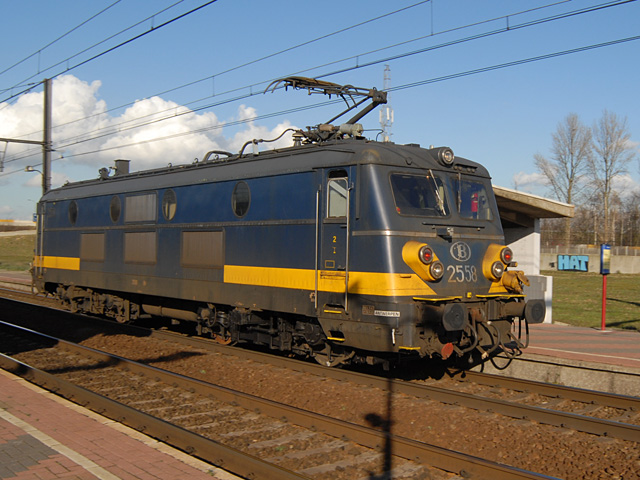
Locomotief NMBS 2558 reed in 2007 nog altijd in de Benelux-kleuren (kleurstelling 1957-1986).

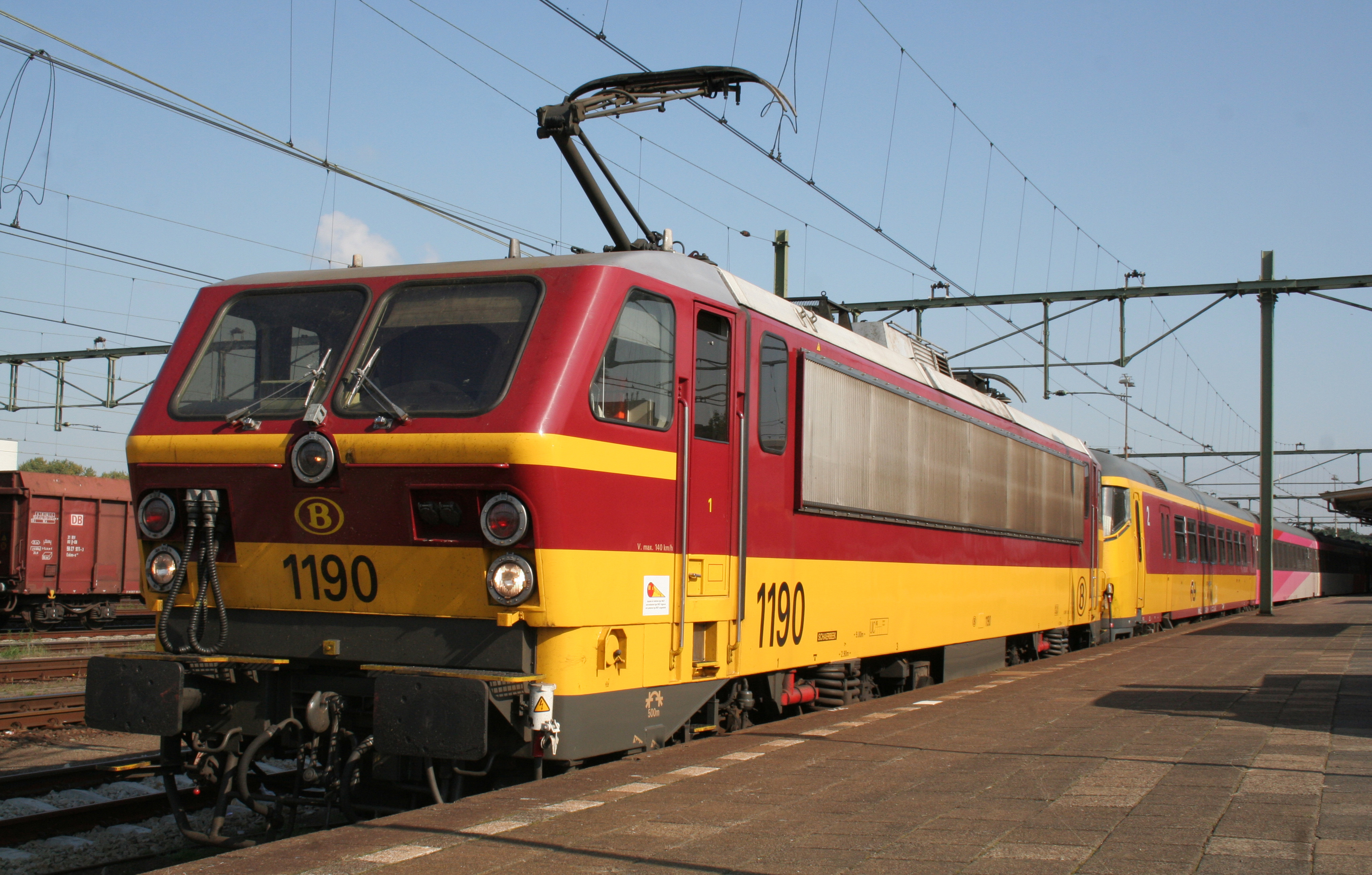
Beneluxlocomotief NMBS 1190 te Roosendaal; 2008.

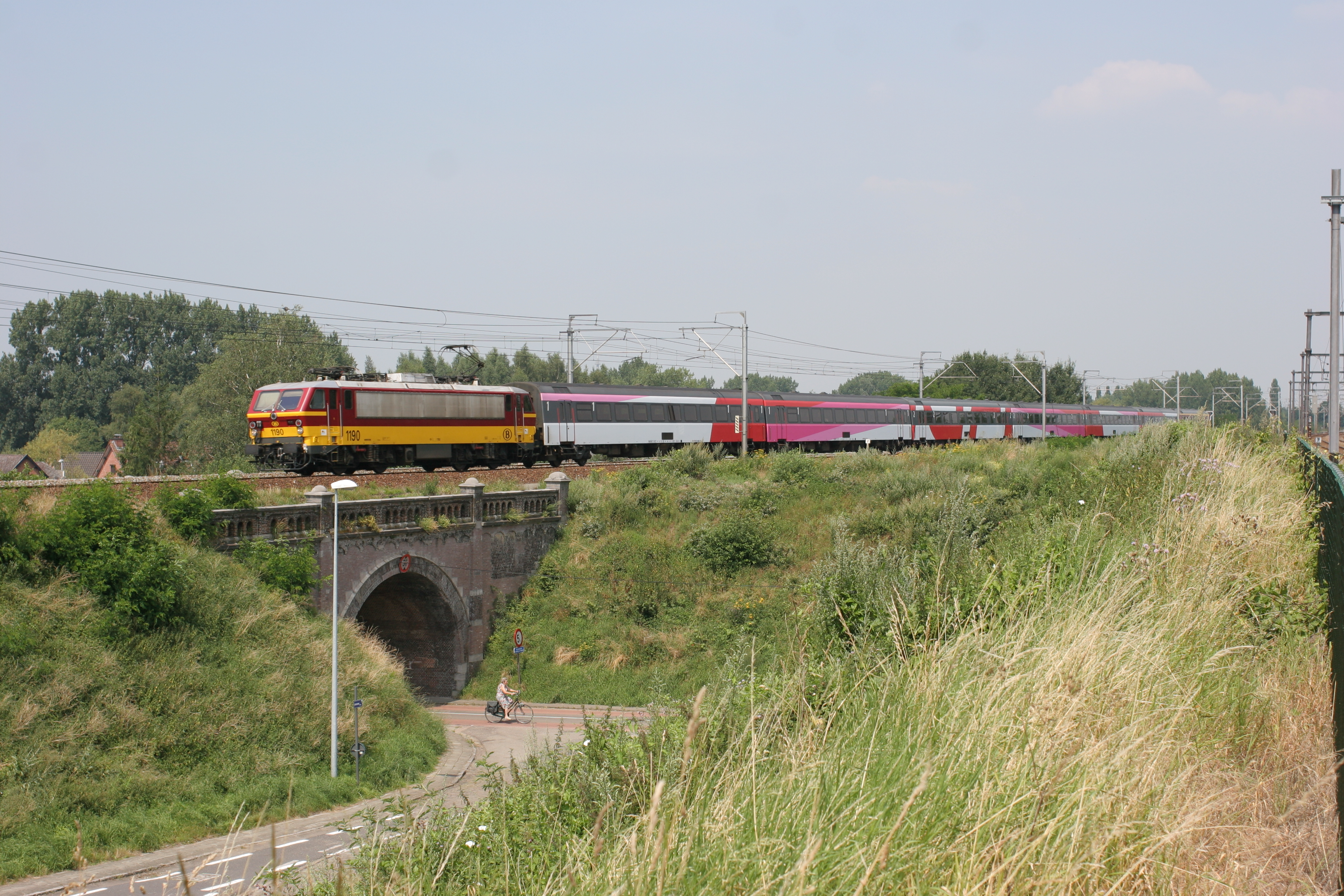
Loc NMBS 1190 te Weerde; 2008.

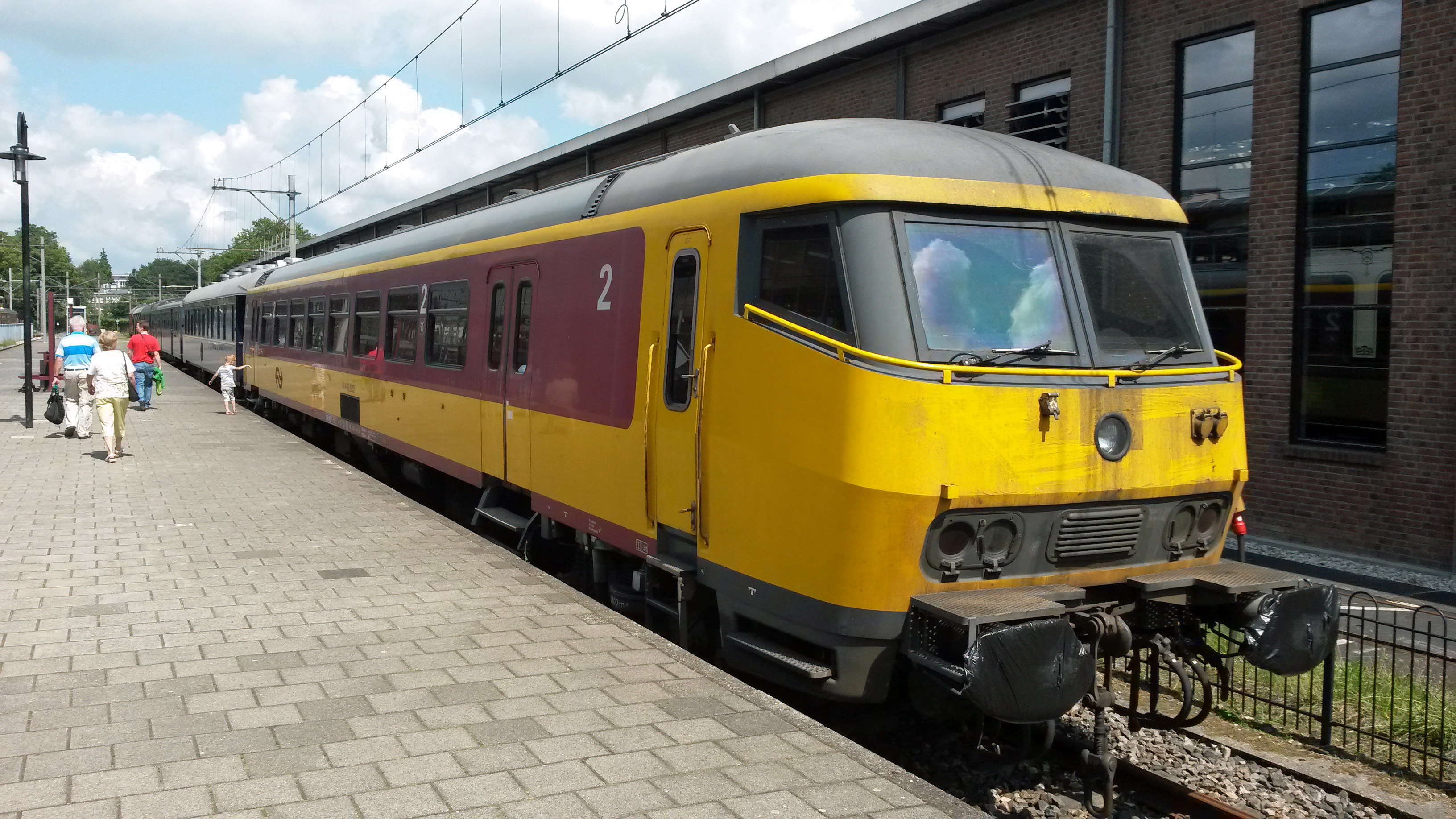
Door het Spoorwegmuseum in Utrecht is een stuurstandrijtuig (50 84 28-70 101-7) van de Beneluxtrein bewaard.

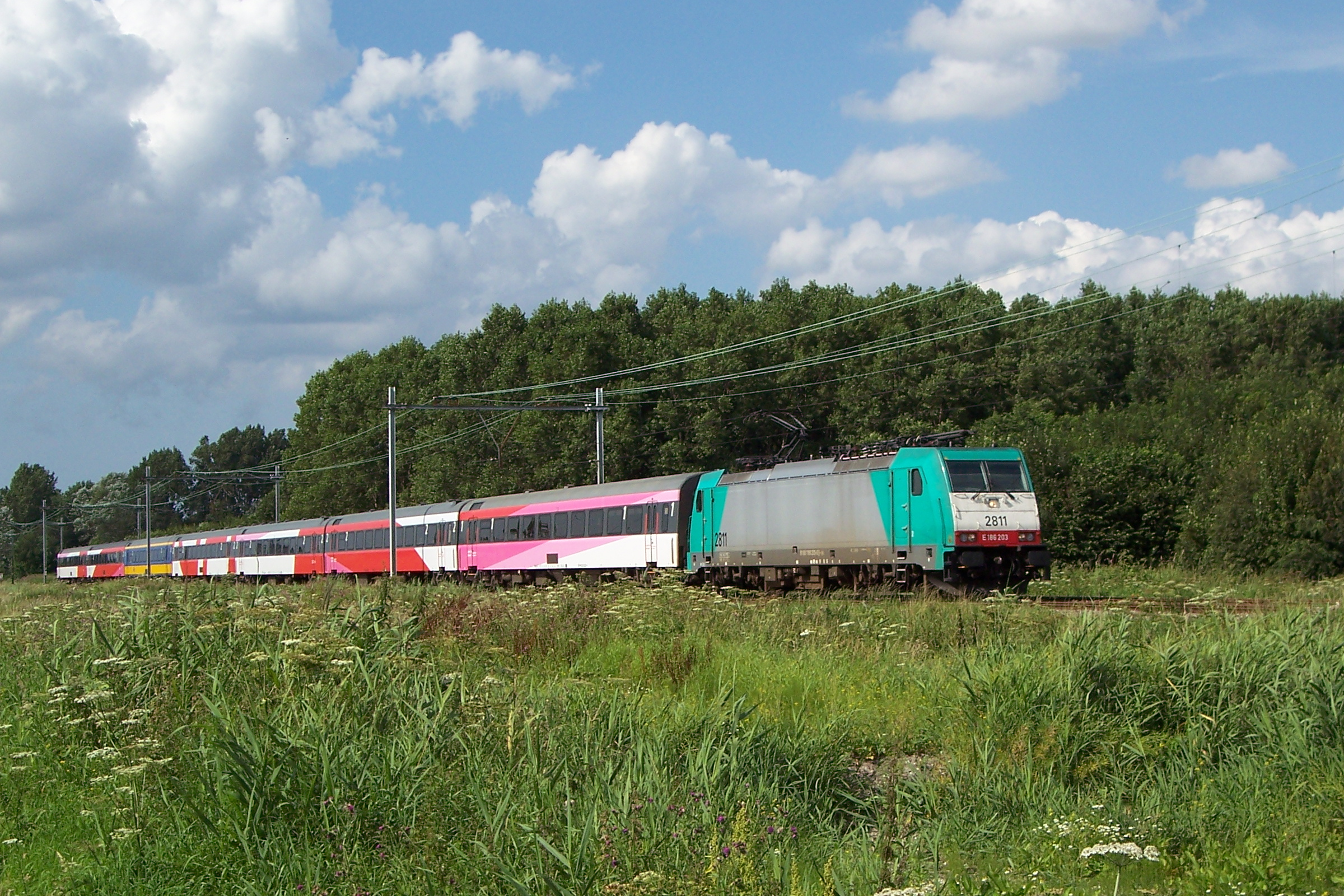
Loc NMBS serie 28 met Beneluxtrein onderweg van Amsterdam naar Brussel; 2012.

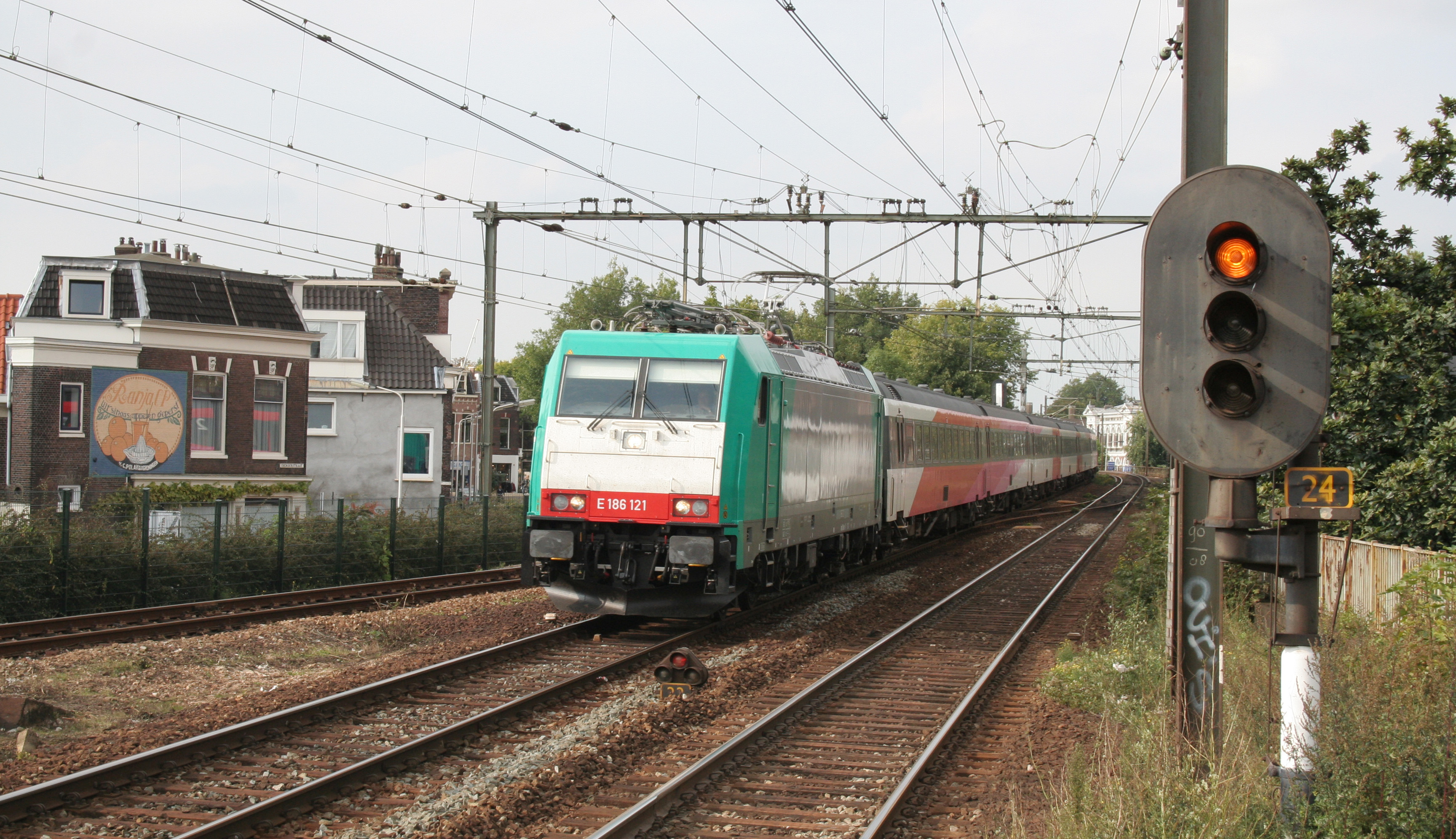
Beneluxtrein met TRAXX-locomotief bij doorkomst te Delft.

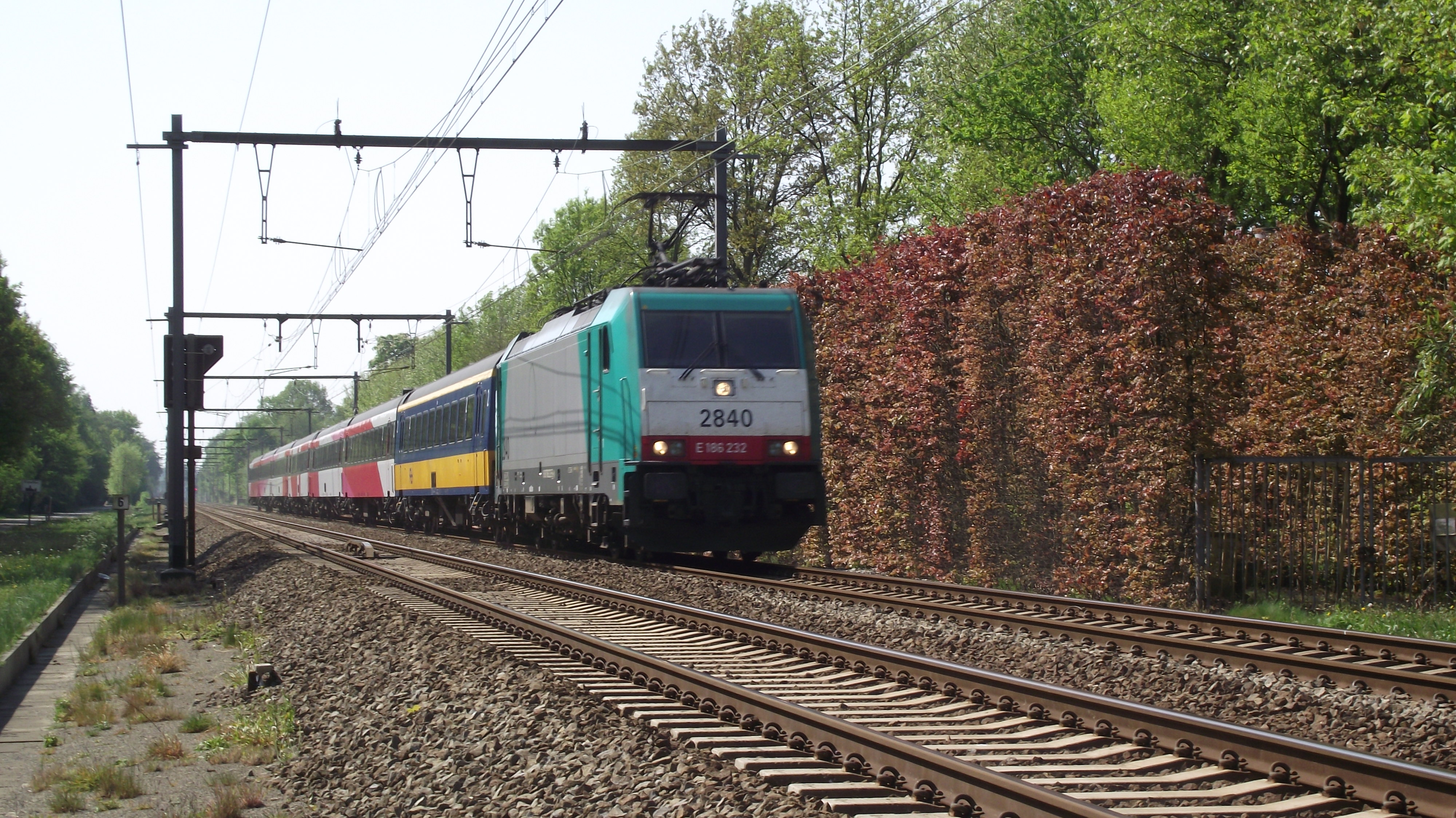
Beneluxtrein onderweg nabij Kapellen (tussen Antwerpen en Roosendaal); 25 april 2011.

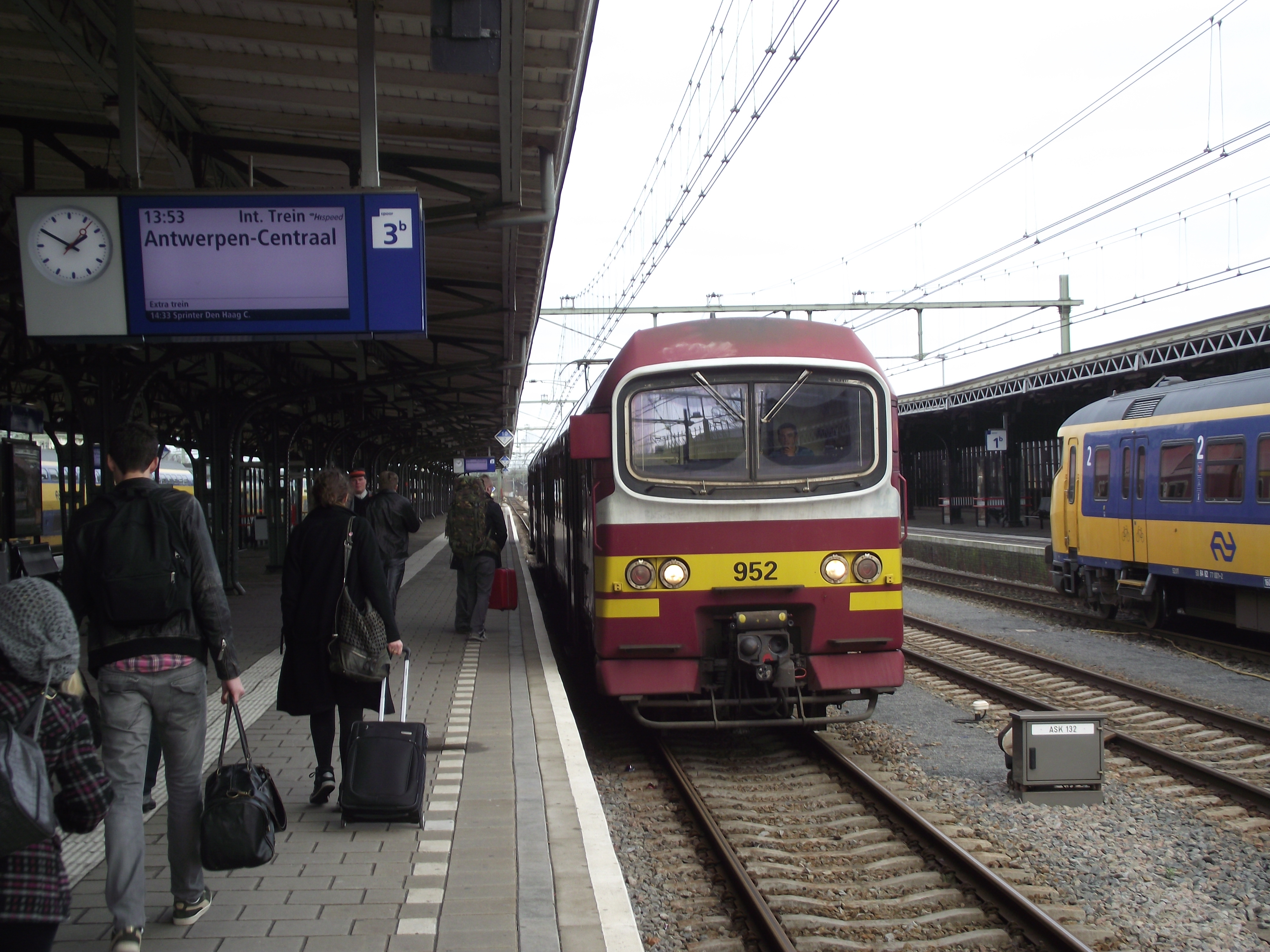
Extra trein Roosendaal – Antwerpen met NMBS-treinstel als noodmaatregel.

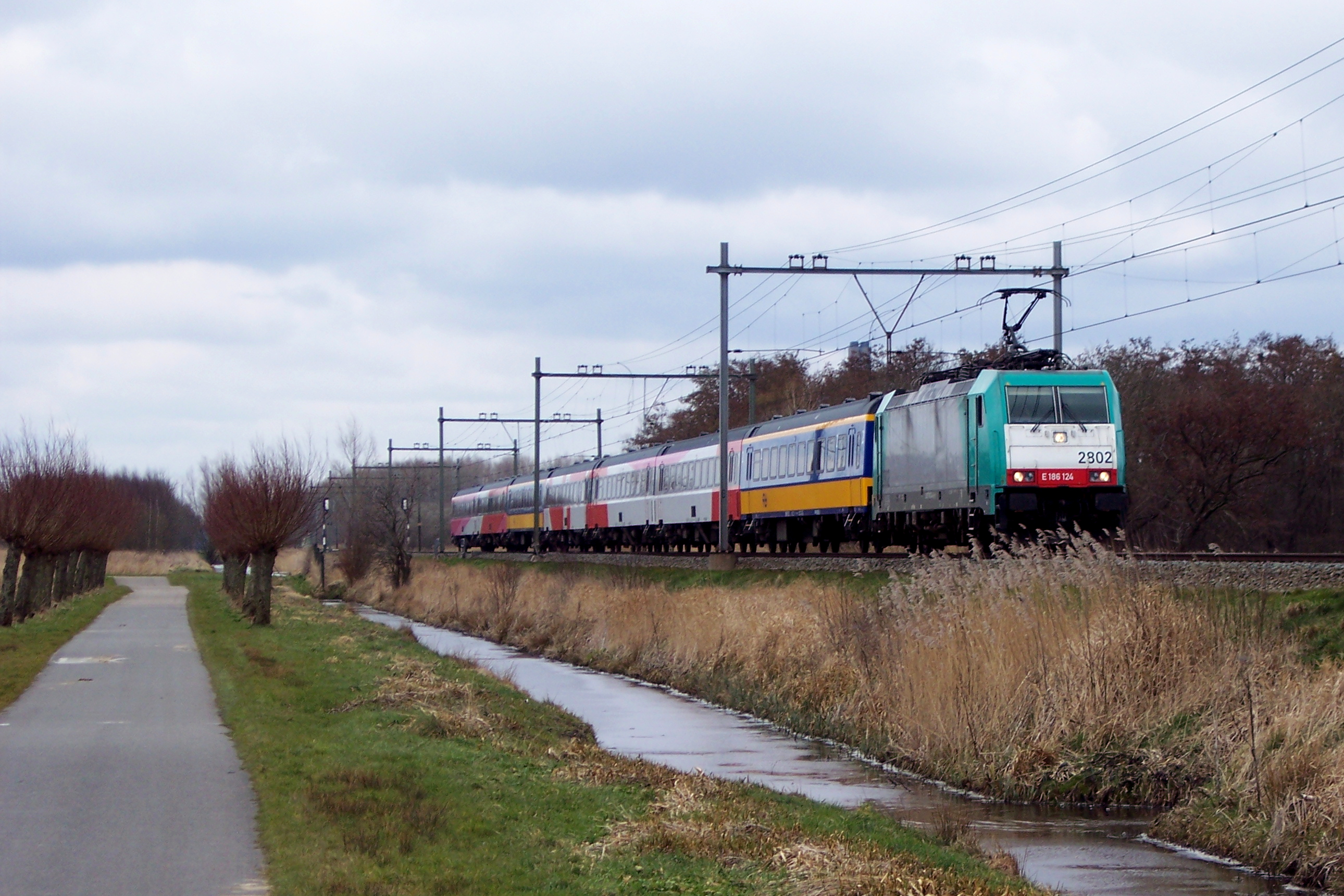
Tijdelijke intercity Den Haag – Brussel, deze reed vanaf 11 maart 2013 acht keer per dag.

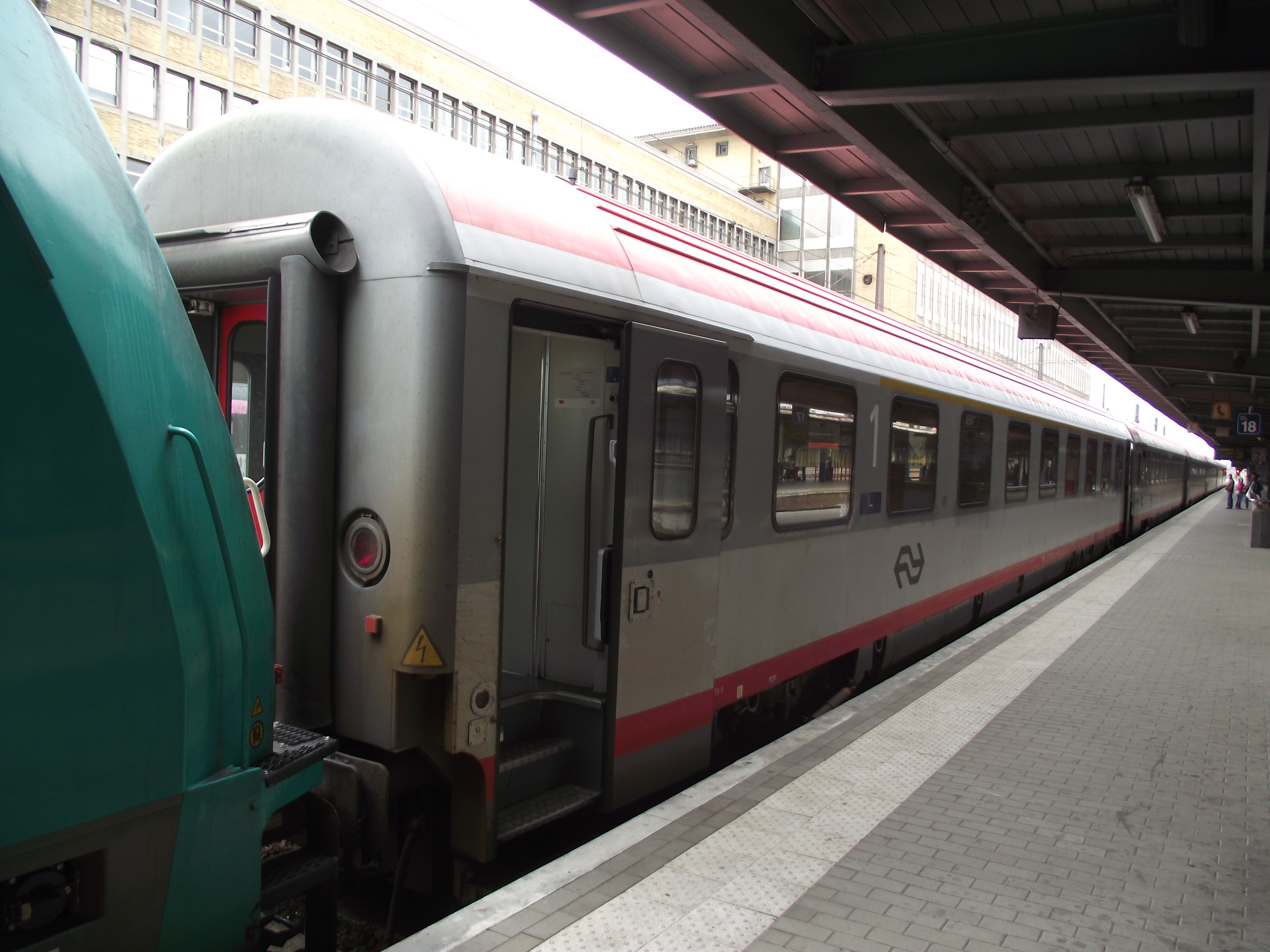
Gehuurde Oostenrijkse rijtuigen met NS-logo te Brussel-Zuid.

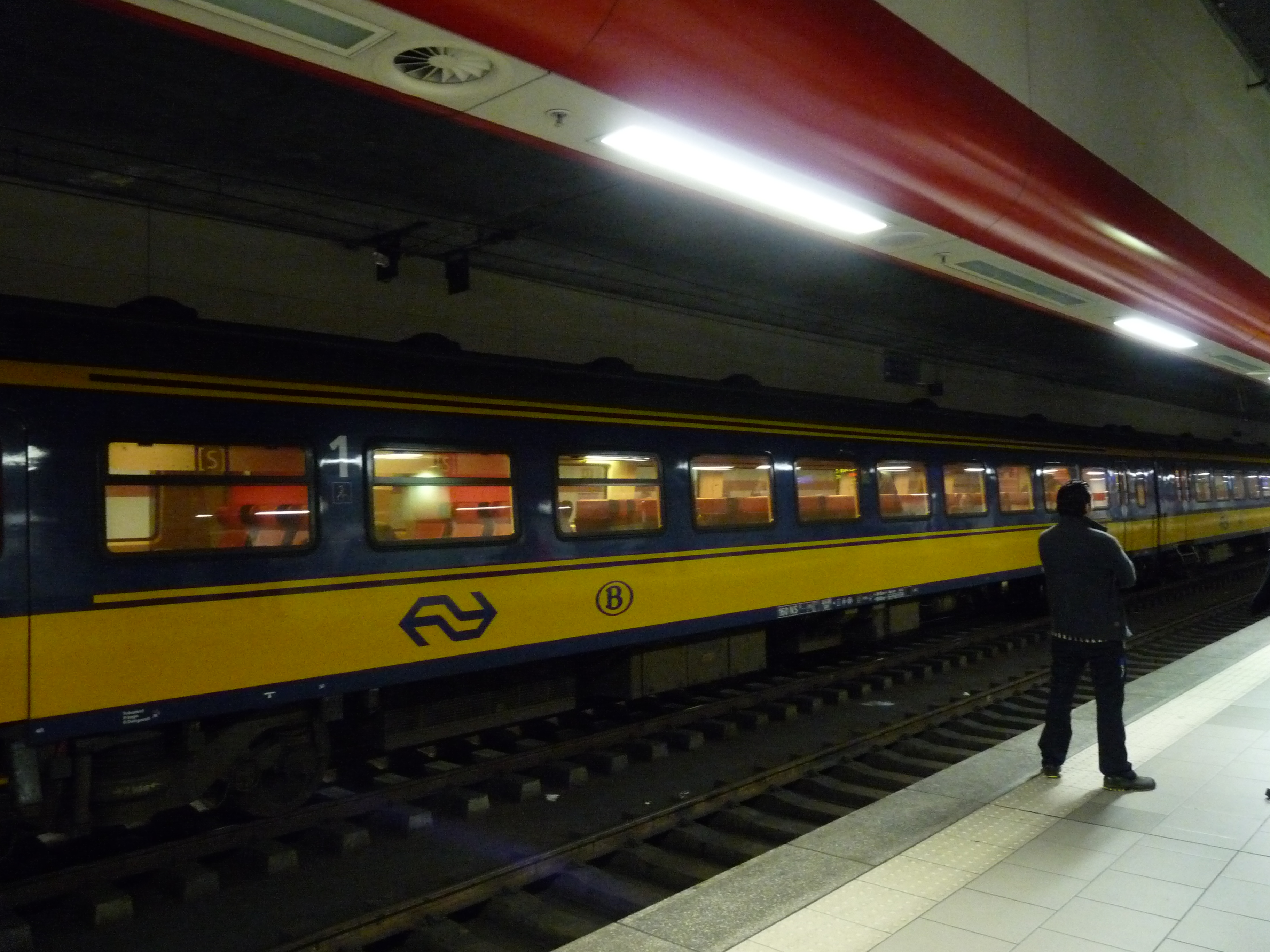
Beneluxrijtuig met logo's van beide NS en NMBS in station Brussels Airport-Zaventem, 2017.

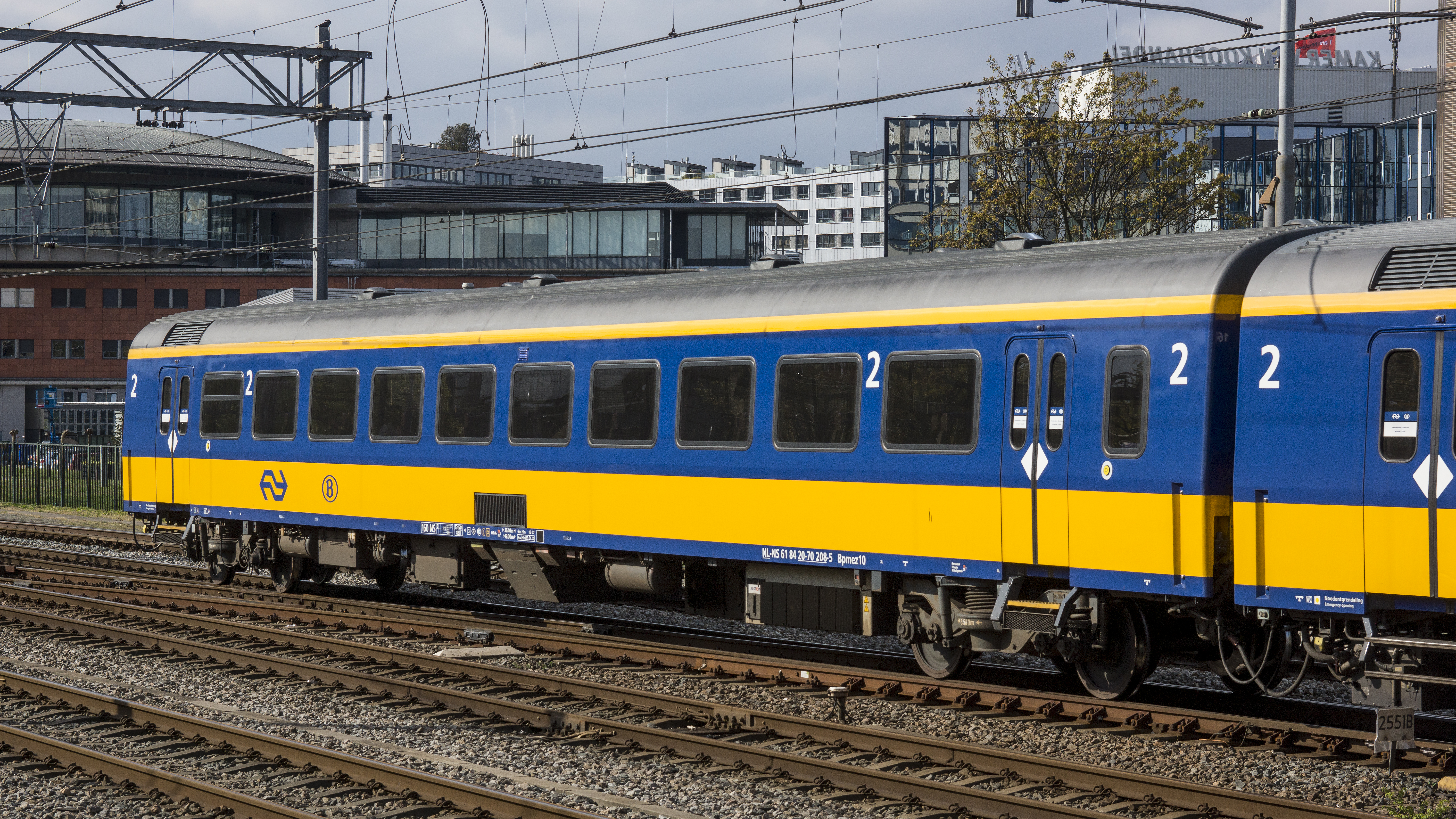
ICR-rijtuig met logo's van NS én NMBS.

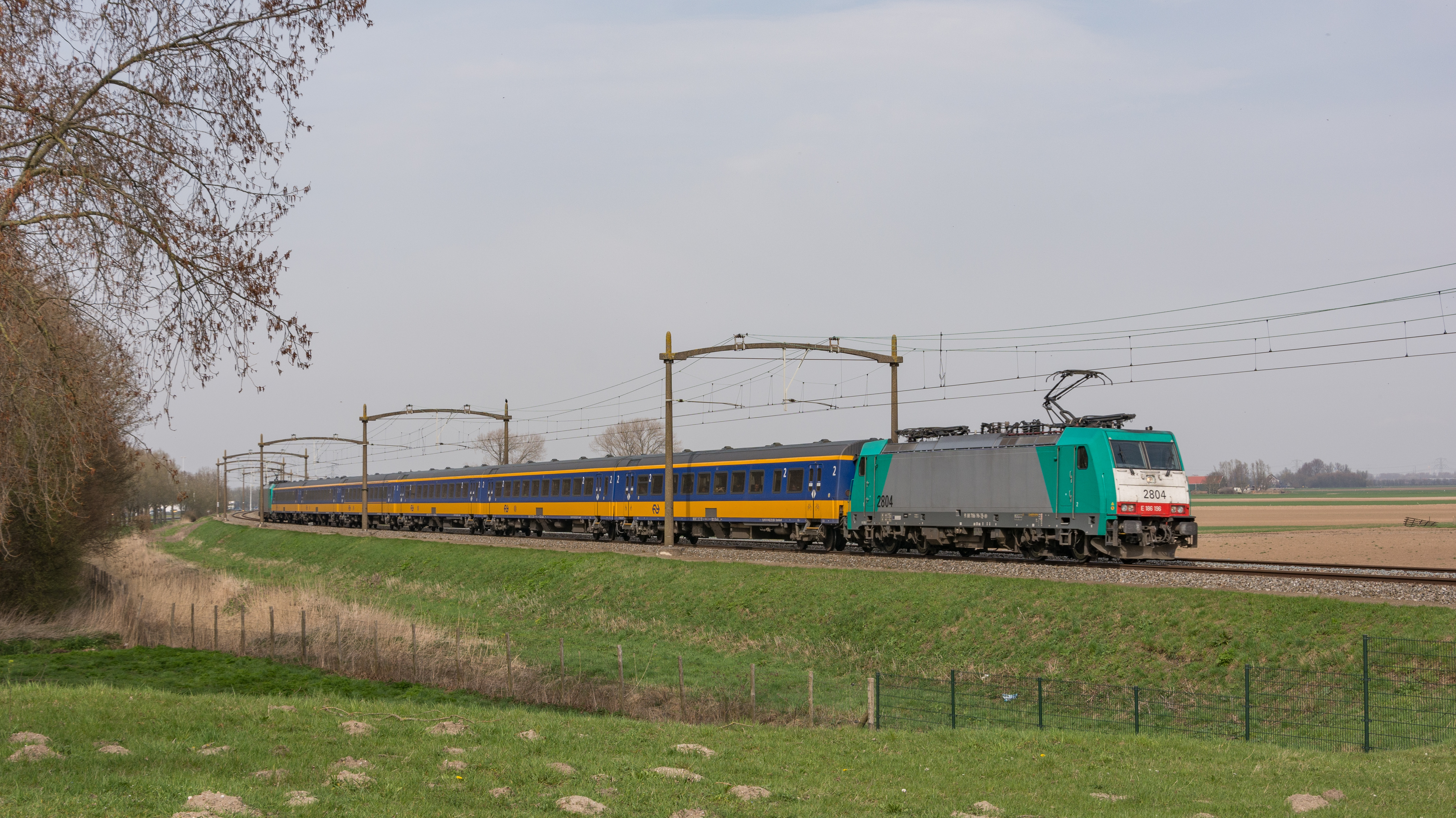
Beneluxtrein met loc NMBS 2804 (186 196) vooraan, zes ICR-rijtuigen, en loc 2805 (186 197) achteraan te Willemsdorp op de laatste dag dat deze trein via Dordrecht en Roosendaal reed; 8 april 2018.

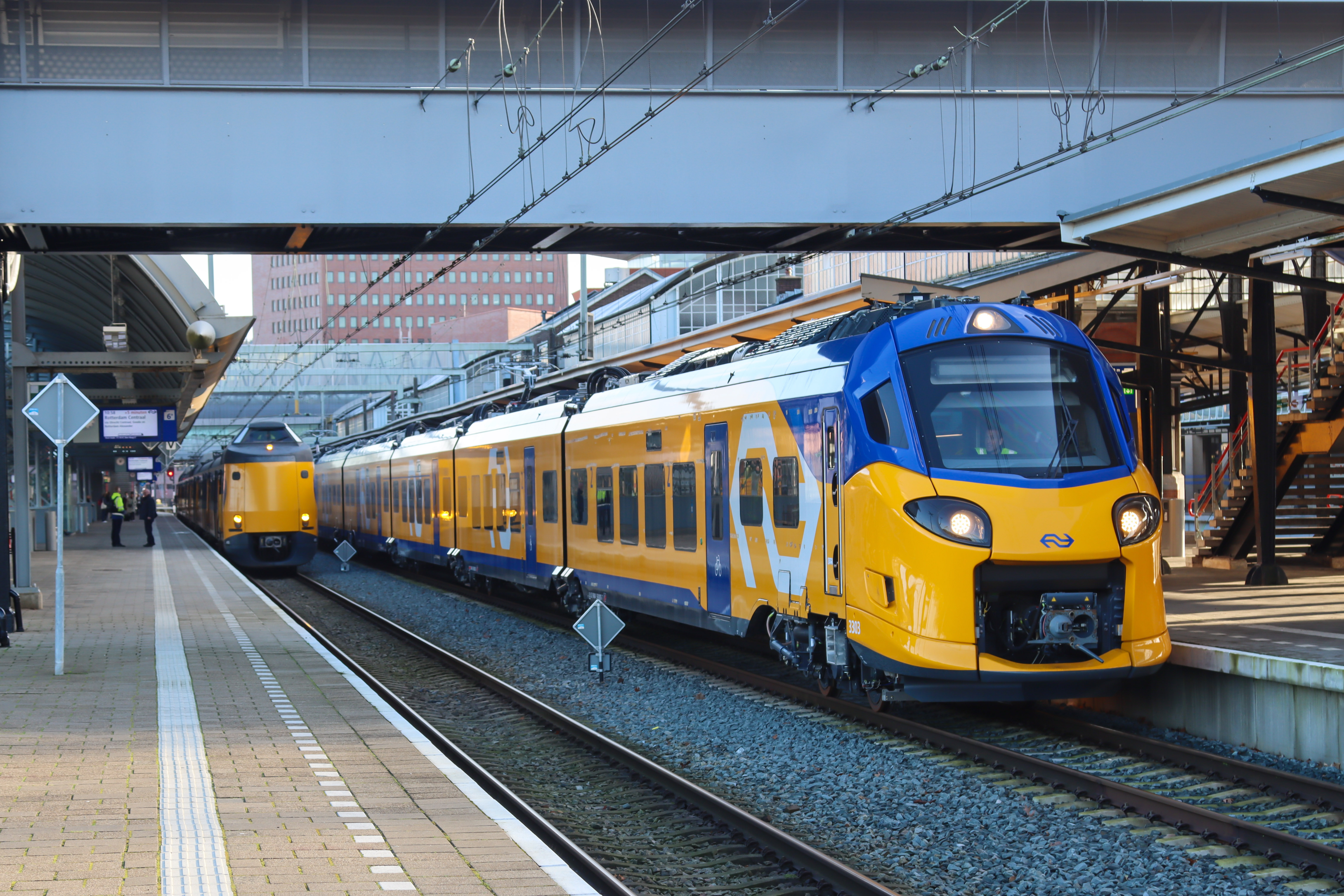
Een nieuw treinstel van het type Intercity Nieuwe Generatie (ICNG) voor de dienst tussen Nederland en België. Treinstel ICNG-B 3303 tijdens een proefrit te Amersfoort; 11 januari 2023.

De InterCity Amsterdam – Brussel of Beneluxtrein, in Nederland ook bekend als Brusselaar en in België als Amsterdammer en IC Nederland, was de IC-treindienst die vanaf 29 september 1957 tot eind 2024 de verbinding tussen Amsterdam-Centraal en Brussel onderhield. Vanaf 15 december 2024 is de intercity vervangen door twee nieuwe treindiensten, Eurocity Direct en EuroCity Brussel - Rotterdam, en verwijst de benaming Beneluxtrein niet meer expliciet naar een van deze twee treindiensten.
Tussen 9 december 2012 en 17 januari 2013 werd deze trein vervangen door hogesnelheidstrein Fyra. In de periode februari 2013 tot december 2014, krap drie maanden na zijn afschaffing, was de Beneluxtrein terug als de intercity Den Haag – Brussel. Sinds 14 december 2014 vertrok de Beneluxtrein weer vanaf Amsterdam-Centraal en stopte ook op station Antwerpen-Berchem, station Brussels Airport-Zaventem en station Brussel-Noord.
Sinds 9 april 2018 rijdt de trein over de Hogesnelheidslijn Schiphol - Antwerpen, Vier van de 16 ritten per dag begonnen en eindigden toen in Den Haag HS. Vanaf die datum viel de Beneluxtrein in Nederland onder de productgroep Intercity direct, omdat er tussen Schiphol en Rotterdam voor binnenlandse reizen een toeslag geldt. Reizigers met een internationaal vervoerbewijs hoeven geen toeslag te betalen.
Sinds december 2021 wordt Den Haag HS niet meer aangedaan, en gaan alle ritten van of naar Amsterdam. Sinds september 2021 was dat al het geval op woensdagen.
Vanaf dienstregeling 2025 heeft de NS de reistijd met een halfuur ingekort. Dit is alleen mogelijk met een combinatie van de snellere ICNG-treinstellen, eindstation Amsterdam Zuid in plaats van Amsterdam Centraal, en het schrappen van tussenhaltes.
De dienst is net zoals zijn twee opvolgers een samenwerking tussen de Nederlandse Spoorwegen (NS) en de Nationale Maatschappij der Belgische Spoorwegen (NMBS). Voor de Beneluxtrein gold het Belgisch, Nederlands en het internationaal regulier tarief. Er was geen reservering mogelijk (behalve de verplichte reservering voor fietsreizigers in juli en augustus).

## Treindienst

### Tot en met 14 december 2024
Op deze trein golden de reguliere binnenlandse en internationale tarieven, met eventueel de genoemde toeslag of de Diabolotoeslag. Men hoefde niet te reserveren.

### Voormalige Intercity Den Haag – Brussel
| Serie | Treinsoort                   | Route | Bijzonderheden  |
| ----- | ---------------------------- | --- | --------------- |
| 1200  | Intercity (NS International) | Den Haag HS – Rotterdam Centraal – Dordrecht – Roosendaal – Antwerpen-Centraal – Mechelen – Brussel-Centraal – Brussel-Zuid/Midi | 12 keer per dag |

Deze trein reed tot eind 2014 12 keer per dag (globaal één keer per uur, met enkele gaten). Voor deze trein was geen reservering en geen toeslag van toepassing. Reizigers van en naar Amsterdam konden met een internationaal treinticket toeslagvrij met de Intercity direct naar Rotterdam reizen en daar overstappen.

## Naam
Er waren oorspronkelijk plannen om door te rijden naar Luxemburg, vandaar de naamgeving Beneluxtrein, maar daar is het nooit van gekomen, onder andere omdat het motorvermogen van de destijds gebruikte treinstellen niet voldoende was voor de hellingen tussen Brussel en Luxemburg.
De verbinding werd door de NMBS aangeduid met de afkorting IC-B+ en ook wel 'de Amsterdammer' genoemd. In een Nederlandse context was deze treindienst een Internationale trein, officieus ook InterCity Brussel, IC Brussel en 'de Brusselaar' genoemd.

## Geschiedenis
Hoewel de eerste Beneluxtreinen pas in 1957 zijn gaan rijden, vonden de eerste overleggen hierover al plaats voor het begin van de Tweede Wereldoorlog. In maart 1939 is er vergaderd tussen de directies van de NMBS en de NS over de elektrificatie van de spoorlijn Dordrecht – Antwerpen. Er reden op dat moment 18 grensoverschrijdende treinen per dag, waaronder zes stoptreinen. Met de beoogde elektrificatie werd er getracht het aantal internationale treinverbindingen te vergroten. Er werden drie plannen uitgewerkt:
- Zeven internationale treinen per dag Amsterdam – Brussel (– Parijs Noord), tussen Amsterdam en Brussel door elektrische locomotieven getrokken. Tussen Amsterdam en Brussel komt daarnaast een uurdienst met veertien sneltreinen van drie rijtuigen, afgeleid van het op dat moment in bestelling zijnde Mat '40. Tussen Antwerpen en Brussel zouden deze treinen met tweewagenstellen van hetzelfde type worden versterkt.
- Idem als de eerste variant, waarbij de uurdienst over de gehele lijn met 14 sneltreinen van 5 rijtuigen zou worden gereden.
- De sneltreinen in de eerste twee varianten zouden niet met treinstellen, maar met locomotieven en rijtuigen worden gereden.

Door technische moeilijkheden, met als voornaamste oorzaak het spanningsverschil tussen beide landen (1500 V / 3000 V), werden de onderhandelingen eind 1939 gestaakt. Door het uitbreken van de Tweede Wereldoorlog werd de elektrificatie van de spoorlijn tussen Roosendaal en Antwerpen uiteindelijk pas in 1957 uitgevoerd.

### Hondekoptreinstellen Mat '57
De eerste Benelux-treindiensten werden in 1957 verzorgd door de Mat '57 Beneluxtreinstellen. Dit was een speciaal hiervoor gebouwde versie van het Nederlandse materieel 1954 ("Hondekop"), die geschikt was voor de Nederlandse bovenleidingsspanning van 1500 volt en de Belgische van 3000 volt. Deze treinen hadden een donkerblauwe kleur, met een gele band aan de onderzijde (tot 1974 lichtgeel). Van dit treintype waren twaalf tweewagentreinstellen beschikbaar (acht eigendom van de NS en vier van de NMBS).
Het voordeel van de keuze voor treinstellen (toen nog ongebruikelijk bij internationale treinen) en later voor trek-duwtreinen was, dat er zo eenvoudig kon worden kopgemaakt in de eindstations en in Antwerpen-Centraal, wat met een gewone getrokken trein veel tijd zou kosten. Verder werd er tot Spoorslag '70 gecombineerd gereden met de trein Amsterdam – Roosendaal – Vlissingen vice versa, want de blauwe Beneluxhondenkoppen konden met de groene binnenlandse Hondekoppen in treinschakeling rijden. De eerste jaren gold een uurdienst Amsterdam – Antwerpen, waarbij eens per twee uur werd doorgereden naar Brussel. Later gold de uurdienst over de gehele route. In Nederland reed de Beneluxtrein als gewone sneltrein (vanaf 1970 intercity), ook bedoeld voor binnenlandse reizigers. In België had de trein in de beginjaren een aparte status, maar bij de invoering van het IC-IR-plan in 1984 kreeg de Beneluxtrein ook daar een rol in het binnenlands verkeer.

### Trek-duwstellen

#### Capaciteitstekort
Aanvankelijk kon voor de meeste treinen met één tweewagenstel worden volstaan, maar in de loop van de jaren zestig ging de capaciteit op het traject tekortschieten. Meestal reden daarom twee of drie stellen in treinschakeling. Er werd een extra serie van zes Beneluxstellen ontworpen, gebaseerd op het NS-materieel Plan V, maar deze kwamen er niet. Een tijdelijke oplossing werd gevonden in de inzet van een aantal getrokken treinen. Dit vond plaats vanaf 1968, toen twee treinparen met getrokken treinen werden gereden. Een jaar later verdwenen deze treinen, maar al snel kwam er dagelijks één trein met getrokken Belgische rijtuigen terug. In 1969 werd de getrokken trein gereden met een combinatie van Nederlandse en Belgische rijtuigen, in wisselende samenstellingen. Uiteindelijk reden er vijf combinaties van rijtuigen rond, die feitelijk de voorbode waren van het trekduwbedrijf.

#### Trek-duwbedrijf
Begin jaren 70 werd duidelijk dat de groei van de Beneluxtreindienst structureel bleef. Er werd door beide spoorwegbedrijven gezocht naar een permanente oplossing. De getrokken treinen hadden als nadeel in de exploitatie dat de locomotieven dienden om te lopen, hetgeen veel tijd kostte en ruimte innam op de stations.
De Belgische en Nederlandse spoorwegen kwamen uiteindelijk tot de inzet van zogenaamde trek-duwtreinen. Deze bestonden uit een NMBS-locomotief uit de 25.5-serie, rijtuigen I4 en Plan W en een tot stuurstandrijtuig verbouwd restauratierijtuig Plan D. Deze locomotieven en rijtuigen kregen dezelfde kleurstelling als de Benelux-hondekoppen. In eerste instantie werden de Belgische eerste klasse rijtuigen zo dicht mogelijk bij de restauratie geplaatst, maar dat bleek later lastig tijdens het plegen van onderhoud.

### Treindienst sinds 1986
Sinds 1986 zijn op deze lijn NS-Intercityrijtuigen ingezet, getrokken of geduwd door een NMBS-locomotief HLE 11. De rijtuigen kregen een nieuwe kleurstelling, een variant op de Intercitykleurstelling van Nederlandse Spoorwegen waarin het blauw van de NS is vervangen door het NMBS-rood. Mede vanwege de revisie van het ICR-materieel waren er vanaf begin jaren 2000 vaak niet genoeg geel-rode rijtuigen beschikbaar, en werden er ook enkele gewone geel-blauwe NS-rijtuigen in de trein opgenomen. De gebruikelijke samenstelling was een locomotief, zes rijtuigen en een stuurstandrijtuig.
Deze trein onderhield een uurdienst tussen de volgende stations:
- Amsterdam Centraal
- Amsterdam Lelylaan (opgeheven met de dienstregeling 2 juni 1996)
- Schiphol
- Leiden (tot dienstregeling 1998/1999)
- Den Haag HS
- Rotterdam Centraal
- Dordrecht
- Roosendaal
- Essen (opgeheven met de dienstregeling van 29 mei 1983[15])
- Antwerpen-Centraal (tijdens verbouwing van Antwerpen-Centraal werd alleen in het weekend op dit station gestopt)
- Mechelen
- Brussel-Noord
- Brussel-Centraal
- Brussel-Zuid

Naast de Benelux-treindiensten hebben tot de opening van de hogesnelheidslijn Brussel – Parijs en de komst van de Thalys op dit traject internationale treinen gereden naar Frankrijk en verder. Behalve de TEE's en latere EC's waren deze zonder toeslag toegankelijk voor de binnenlandse en België/Nederland reizigers. Op station Brussel-Zuid geeft de Beneluxtrein aansluiting op de Eurostar-treinen naar Londen.

### 2007: vernieuwde rijtuigen en nieuwe locomotieven
De rijtuigen van de Beneluxtrein waren vanaf 2007 uitgevoerd in een rood-roze-witte NS Hispeed-kleurstelling, en een vernieuwd interieur in de 2e klas. Op een na werden de stuurstandrijtuigen niet behandeld. Deze reden dus in de oude kleur en met het oude interieur rond. De verbouwing tot NS Hispeed-rijtuigen zorgde voor extra druk op het rijtuigenbestand van de Beneluxtrein. De stuurstandrijtuigen werden niet gerenoveerd.
Nu de Hogesnelheidslijn Schiphol - Antwerpen in bedrijf is, zullen de rijtuigen worden ingezet in de binnenlandse dienst. De stuurstanden van NS Reizigers konden niet worden vervangen, omdat deze niet konden samenwerken met het nieuwe locomotieftype TRAXX. Voorts bleken er bij de serie 11-locomotieven van de NMBS steeds vaker defecten te zijn.
Mede daarom werd de Beneluxtrein af en toe gesplitst in twee delen: de dienst werd dan uitgevoerd met een AM75-treinstel tussen Brussel-Zuid en Roosendaal en met een V-IRM-treinstel tussen Roosendaal en Amsterdam Centraal. Ook werden de laatste jaren dagelijks treinparen opgeheven. Reizigers konden dan alleen gebruikmaken van de binnenlandse intercity of de stoptrein Antwerpen – Roosendaal.
NS en NMBS discussieerden over de wijze waarop de beschikbaarheid van locomotieven moest worden aangepakt: NS wilde dat NMBS de gereedstaande TRAXX-locomotieven zou inzetten, maar NMBS was van mening dat NS hiervoor te veel huur in rekening bracht. Sinds augustus 2008 werden in beperkte mate TRAXX-locomotieven ingezet, die in het najaar van 2008 een voor een werden overgeschilderd met rode flanken en een wit front, om ze te onderscheiden van de reeks 28 van de NMBS, die technisch identiek zijn aan die van NS Hispeed. Op het Belgische traject werden deze treinen getrokken/geduwd door een NMBS-locomotief, waarbij de NS-loc in vrijloop werd meegenomen.
Vanaf 7 september 2009 werden de NMBS-locomotieven reeks 11 geleidelijk vervangen door NMBS-locomotieven van de reeks 28. Met deze locomotieven was het niet meer mogelijk met trek-duwtreinen te rijden. De stuurstandrijtuigen werden alleen nog als getrokken rijtuigen gebruikt. Omdat NS Hispeed twee rijtuigstammen met PRIO's inhield voor de Fyra, moest een alternatief worden gezocht. Hiervoor werden twee stammen gevormd uit I6- en I10-rijtuigen van de NMBS. Deze rijtuigen werden ingezet tot 1 december 2010. Daarna werden de twee stammen van de NMBS vervangen door ICRm-rijtuigen van NS Reizigers.
Nadat een trein beschadigd raakte bij een aanrijding tussen Kalmthout en Essen, reed in januari 2011 opnieuw een Belgische I10-stam in de Benelux-dienst.
Op 12 december 2009 trok loc 1186 als de laatste serie 11-locomotief voor de laatste keer de Beneluxtrein. De dienst was nu volledig overgenomen door de TRAXX-locomotieven, zowel de reeks 28 van NMBS als de reeks 186 van NS Hispeed.
In de week van 19 april 2010 vielen er enkele HLE28-locs uit, waardoor twee van de vier reservelocomotieven van de serie 11 weer in dienst werden genomen.
De stuurstandrijtuigen (niet verbouwd) in de oude Beneluxkleur zijn op een na inmiddels gesloopt. Eén rijtuig is naar het Nederlands Spoorwegmuseum gegaan.
Met ingang van 4 april 2011 reden de Fyra-treinen van HSA van Amsterdam naar Rotterdam verder door naar Breda. Voor deze uitbreiding van de treindienst werd een stam rijtuigen van de Oostenrijkse Spoorwegen (ÖBB) gehuurd, die in de Beneluxtreindienst een stam ICR-rijtuigen vervangt. De ÖBB-rijtuigen gingen begin december 2012 terug naar Oostenrijk.
De reis tussen Amsterdam Centraal en Brussel-Centraal duurde in die jaren 2 uur en 44 minuten en vanaf Den Haag Hollands Spoor 2 uur en 3 minuten, zoals in deze dienst in 2010: (13-12-2009 / 11-12-2010). Het laatste jaar, 2012, is deze dienstregeling aanzienlijk verruimd tussen Amsterdam en Rotterdam. Om deze uurdienst te verzekeren waren zeven treinen nodig. Bij de start van de vervangende Fyra waren er vijf treinen nodig om een uurdienst te verzekeren. Er waren echter slechts drie treinen beschikbaar.
10:54 Amsterdam Centraal 15b Intercity (NS Hispeed)
11:09 Schiphol
11:35 Den Haag HS
11:55 Rotterdam Centraal
12:09 Dordrecht
12:34 Roosendaal
13:00 Antwerpen-Centraal
13:19 Mechelen
13:38 Brussel-Centraal
13:42 Brussel-Zuid
In de meeste stammen reden één of meerdere gele, niet in de Hispeed-kleuren uitgevoerde rijtuigen mee. Op alle deuren was aan de buitenkant de laatste tijd in het rood de tekst aangebracht Intercity Brussel: Amsterdam-Brussel v.v.
Ter gelegenheid van de Olympische Spelen in Londen in 2012 waren twee Beneluxtrein-stammen tijdelijk versterkt tot tien rijtuigen om genoeg capaciteit te bieden voor de aansluitingen in Brussel op de Eurostar-treinen naar Londen. Ook is een stam bestickerd met reclame voor de Olympische Spelen, en de aansluiting op de trein naar Londen.
Op de laatste dag van de Beneluxtrein, zaterdag 8 december 2012, werd ter gelegenheid van het afscheid NMBS-loc 1182 ingezet als trekkracht, naast de TRAXX-locomotieven.

### 2012: opheffing en wederopstanding
De Beneluxtrein werd op 9 december 2012 afgeschaft en vervangen door de hogesnelheidstrein Fyra die over de Hogesnelheidslijn Schiphol - Antwerpen reed, hoewel het aantal beschikbare V250-treinstellen nog niet voldoende was. Door de gewijzigde route werden de stations Den Haag HS, Dordrecht en Roosendaal op dat moment niet meer aangedaan, waardoor deze stations hun enige intercityverbinding met Antwerpen en Brussel verloren. De Fyra en de Thalys kregen nu het monopolie op de directe verbinding Rotterdam – Antwerpen.
De Nederlandse en Belgische reizigersorganisaties ROVER, MVBOV en TreinTramBus achtten deze opheffing onwenselijk, ook omdat de verbinding (veel) duurder was geworden. Daarom heeft ROVER een klacht ingediend bij de Nederlandse Mededingingsautoriteit (NMa). Verder hebben de organisaties een gezamenlijke brief gestuurd naar de Belgische Minister van Overheidsbedrijven en de Nederlandse Minister van Verkeer en Waterstaat over een alternatief voor de trein. Daarnaast hebben de organisaties een klacht ingediend bij de Europese Commissie.

### 2013: Beneluxtrein terug over een deel van het traject
Wegens de aanhoudende problemen met de V250-treinstellen is besloten om de Fyra af te schaffen en de Beneluxtrein weer in te gaan zetten. Op 1 februari 2013 deelden Nederlands staatssecretaris Wilma Mansveld en de Belgische topman van de NMBS, Marc Descheemaecker, mee dat met ingang van maandag 18 februari van maandag tot en met vrijdag tweemaal per dag een intercitytrein ging rijden tussen Den Haag HS en Brussel Zuid op de route van de vroegere Beneluxtrein. De reistijd volgens de dienstregeling werd 2 uur en 15 minuten. Op zaterdag en zondag rijdt de trein niet verder dan Antwerpen, vanwege werkzaamheden op het Belgische spoor. Reizigers van en naar Amsterdam moeten in Den Haag of Rotterdam overstappen omdat het baanvak tussen Amsterdam en Den Haag geen ruimte biedt voor extra treinen. Reizigers van en naar Amsterdam kunnen met een internationaal treinticket toeslagvrij met de binnenlandse Fyra naar Rotterdam reizen en daar overstappen. Sinds 11 maart 2013 rijdt de trein eens in de twee uur (acht keer per dag) tussen Den Haag en Brussel. Voor deze trein is geen reservering en/of toeslag van toepassing. Vanaf eind januari 2013 werd begonnen met het weer voor dienst gereed maken van de NS-rijtuigen die tot 9 december 2012 in de Beneluxtrein reden. Deze vervangende treindienst blijft voor onbepaalde tijd bestaan, zolang de problemen met de V250-treinstellen van AnsaldoBreda niet zijn opgelost. Daarnaast monitort NS het gebruik van de vervangende treinen. In combinatie met een reizigersenquête onderzoekt het spoorwegbedrijf welke vraag er is naar een reguliere intercityverbinding.
In de Tweede Kamer wordt bezwaar gemaakt tegen het (her)invoeren of voortduren van een grenstoeslag (waardoor een enkele reis tweede klasse Den Haag – Brussel vol tarief in prijs verhoogd wordt van € 30 naar € 32,40) en een "overstaptoeslag" (voor een internationale reis die deels met de Beneluxtrein is, betaalt men de reiskosten voor de Beneluxtrein plus de reiskosten voor de rest van de reis, waardoor afstandsdegressie verloren gaat). De schade kan beperkt worden door aparte reisbiljetten te kopen voor een zo lang mogelijke binnenlandse reis en een zo kort mogelijke internationale, bijvoorbeeld Groningen – Roosendaal en Roosendaal – Brussel, in plaats van Groningen – Brussel, dat neerkomt op Groningen – Rotterdam en Rotterdam – Brussel.

### 2014: Beneluxtrein volledig terug
Sinds 14 december 2014 rijdt de Beneluxtrein weer helemaal van Amsterdam naar Brussel. En in tegenstelling tot de Intercity Den Haag – Brussel stopt deze weer in Antwerpen Berchem en Brussel-Noord. Hij maakt nu ook weer een stop op Luchthaven Schiphol, en tevens voor de allereerste keer in de geschiedenis van de lijn op station Brussels Airport-Zaventem. De Beneluxtrein is aanzienlijk trager geworden: Amsterdam – Brussel in 3 uur 20 minuten in plaats van 2 uur 48 minuten in de dienstregeling van 2010. De omweg langs de luchthaven van Brussel kan alleen een gedeelte van de extra reistijd verklaren. De verklaring van NS, NMBS en Prorail was dat de dienstregeling pas later in een drukke dienstregeling ingepast kon worden en hierdoor niet optimaal was.

### 2016: Beneluxtrein aangepast
In verband met aanpassingen aan het materieel is er vanaf april/mei 2016 een tekort en worden weer Belgische I10- en I6-rijtuigen ingezet op sommige treinen.

### 2017-2019: softwareproblemen
Oorspronkelijk was de verlegging via Breda gepland in de loop van het dienstregelingsjaar 2017. Als gevolg van softwareproblemen in het aanpassen van de TRAXX-locomotieven door Bombardier, liep de aanpassing zoveel vertraging op dat NS besloot de nieuwe dienstregeling pas in 2018 in te voeren.
De software is opnieuw een probleem gaan vormen in de tweede helft van 2018, vanwege een fout waardoor bij gemiddeld tien van de 1.600 ritten per week de locomotief niet verder reed en tot stilstand kwam op willekeurige momenten. De locomotief moest dan gereset worden met een vertraging van tien tot twintig minuten, maar bij het gebrek aan een op spanning staande bovenleiding langer.
De softwareproblemen zijn eind maart 2019 uiteindelijk verholpen, hetgeen meteen tot een verbetering van de punctualiteit heeft geleid.

### 2018: verbinding via Breda
Sinds 9 april 2018 rijdt de Beneluxtrein via de Hogesnelheidslijn Schiphol - Antwerpen. Sinds die datum wordt er gestopt in Breda, waar gekeerd wordt, en in Noorderkempen. In Dordrecht en Roosendaal wordt niet meer gestopt. Volgens plan had deze wijziging eerder moeten plaatsvinden, maar dit liep spaak op softwareproblemen, zie het kopje Softwareproblemen hierboven.
Door het gebruik van de hogesnelheidslijn tussen Rotterdam en Schiphol zou de Beneluxtrein niet meer stoppen in Den Haag. Door een sterke lobby vanuit deze stad is een politiek compromis gesloten. De meeste Beneluxtreinen bedienen Den Haag niet en rijden via de hsl door naar Amsterdam, maar drie treinen per dag rijden naar Den Haag HS en keren daar, en daarenboven worden de eerste ochtendtrein vanuit Amsterdam en de laatste avondtrein naar Amsterdam omgeleid langs Den Haag HS. Tussen Rotterdam en Den Haag HS (of één keer per dag in iedere richting tussen Rotterdam en Amsterdam via Den Haag HS) volgen deze 'Haagse' treinen dus de Oude Lijn (en de Schiphollijn) in plaats van de HSL-Zuid. De minister zal de bezetting van de 'Haagse' Beneluxtreinen laten monitoren en bij onvoldoende gebruik de dienstregeling laten aanpassen. In 2017 en 2018 bleek de bezetting van de Beneluxtrein tussen Rotterdam en Schiphol laag te zijn, doordat reizigers in Rotterdam konden overstappen op de Intercity direct en daarmee een tijdwinst boeken van ongeveer een half uur.

### Niet meer naar Den Haag (2021)
Vanaf december 2021 werden de "Haagse" Benelux-treinen afgeschaft, waardoor de frequentie tussen Brussel en Amsterdam zestien per dag wordt in plaats van twaalf, en alle treinen over de hele lengte van de hsl rijden. Sindsdien moeten de reizigers die tussen Brussel en Den Haag willen reizen, overstappen in Rotterdam of Breda, wat hun totale reistijd overigens een paar minuten korter maakte.

### Splitsing in een snelle en een regionale treindienst (december 2024)
De NS en NMBS hebben vanaf december 2024 het aantal van 16 dagelijkse IC-treinen op de hoofdverbinding tussen beide landen verdubbeld door deze te reorganiseren naar twee verschillende treinverbindingen op verschillende routes, met elk 16 treinen. De benaming/treinsoort InterCity verdwijnt daarbij:

#### Eurocity Direct (serie 9500)
De NS en NMBS introduceerden vanaf december 2024 een 40 minuten snellere treinverbinding tussen de twee hoofdsteden dankzij een nieuwe, snellere route met minder stops: niet meer vanaf Amsterdam Centraal, maar alleen Amsterdam Zuid – Schiphol – Rotterdam – Antwerpen – Brussel-Zuid, samen met de invoering van het nieuwe treinstel ICNG-B. Vanaf Amsterdam Zuid rijden de treinen door naar Almere en Lelystad.

#### EuroCity Brussel – Breda – Rotterdam (serie 9200)
Deze trein nam vanaf december 2024 de bestaande (trage) route en de tussenstops van de InterCity over, maar dan alleen vanaf Rotterdam naar het zuiden. Zo houden Breda en Noord-Brabant een goede verbinding met België, en Brussels Airport, Mechelen en Noorderkempen met Nederland.

## Materieel
De treinen reden sinds 2007 met een toenmalig Bombardier TRAXX-locomotief (Belgische reeks 28/29 of Nederlandse reeks 186; thans Alstom TRAXX) aan beide uiteindes. Daartussenin rijden 6 tot 9 ICR-rijtuigen, waarop zowel de logo's van NS en NMBS zijn aangebracht. Ze waren niet voorzien van wifi, zoals de meeste Nederlandse treinen, en catering.
Sinds het ingaan van dienstregeling 2025 in december 2024 kwamen de nieuwe treinstellen ICNG-B te rijden tussen Lelystad en Brussel (Eurocity Direct). Op de langzamere Eurocity tussen Rotterdam en Brussel (via Breda) werd er voortaan I11-rijtuigen van NMBS ingezet (zes rijtuigen, inclusief stuurstandrijtuig, ingeklemd tussen twee TRAXX-locomotieven).

## Haltes en routes
Amsterdam Centraal – Schiphol – Rotterdam Centraal – Breda – Noorderkempen – Antwerpen-Centraal – Antwerpen-Berchem – Mechelen – Brussels Airport-Zaventem – Brussel-Noord – Brussel-Centraal – Brussel-Zuid, 16 treinen per dag (waarvan 4 per dag van/naar Den Haag HS t/m 2021).
Voor de overige reismogelijkheden zie treinen Nederland – België.
In de loop der tijd heeft de Benelux diverse routewijzigingen en halteaanpassingen gekend:
- Halte Haarlem: de trein reed de volledige route van de Oude Lijn langs Haarlem voordat de Schiphollijn tussen Amsterdam Centraal en Schiphol in 1986 in dienst kwam.
- Halte Amsterdam Lelylaan, hier werd gestopt van 1986 tot 1996.
- Halte Schiphol, hier wordt gestopt sinds 1986.
- Halte Leiden: afgeschaft in kader van de versnelling van de Beneluxdienst in 1998.[38]
- Halte Delft: afgeschaft.
- Halte Dordrecht: afgeschaft in het kader van de nieuwe route via de hsl in 2018.
- Halte Roosendaal: afgeschaft in het kader van de nieuwe route via de hsl in 2018.
- Halte Breda: hier wordt gestopt sinds 2018.
- Halte Essen: afgeschaft in 1982. Deze halte werd overgenomen door de treindienst Oostende – Roosendaal en later door de S32-trein (stoptrein uit het Antwerpse Gewestelijke Expresnet) Puurs – Roosendaal.
- Halte Noorderkempen: hier wordt gestopt sinds 2018.
- Halte Antwerpen-Oost: afgeschaft in 1975, vervangen door Berchem.
- Halte Antwerpen-Berchem: afgeschaft met het in dienst stellen van de Antwerpse Noord-Zuidtunnel in 2007. Tijdens de bouw ervan had de Beneluxtrein in sommige dienstregelingjaren geen halte met kopmaken in Antwerpen Centraal en was Berchem de enige halte in Antwerpen. Zelfs na de indienstneming van de tunnel werden sommige Beneluxtreinen toch nog omgeleid via de ringspoorlijn naar Berchem omdat sommige locomotieven de tunnelhellingen niet konden nemen. Vanaf 14 december 2014 wordt hier opnieuw gestopt.
- Halte Brussel-Noord: afgeschaft op weekdagen sinds 2008, in het weekend sinds 2009. Vanaf 14 december 2014 wordt hier opnieuw gestopt.
- Vanaf 15 december 2024 rijdt de Eurocity Direct niet meer vanaf Schiphol naar Amsterdam Centraal, doch naar Amsterdam Zuid.

Bij spoorversperringen had de Beneluxtrein vijf omleidingsroutes in Nederland:
- Amsterdam – Utrecht – Breda – Roosendaal. Bij deze omleiding stopt de trein in Amsterdam Bijlmer ArenA, Utrecht Centraal en 's-Hertogenbosch of is 's-Hertogenbosch of Roosendaal het begin- of eindstation.
- Amsterdam – Gouda – Rotterdam. Bij deze omleiding werd extra gestopt in Station Duivendrecht.
- Amsterdam – Haarlem – Den Haag HS.
- Den Haag HS – Rotterdam. De Hofpleinlijn werd in geval van versperringen tussen Den Haag en Rotterdam als alternatieve route gebruikt tot de verbindingsbogen bij Rotterdam Kleiweg in december 2002 buiten dienst zijn gesteld en opgebroken.
- Dordrecht – Breda – Roosendaal. Deze omleiding werd gereden bij verstoringen tussen Lage Zwaluwe en Roosendaal. De trein stopte extra in Breda en maakte hier kop.

Bij problemen in België werd veelal geopteerd voor het beperken van de dienst door gebrek aan omleidingsroutes. Dit kon tot:
- Brussel-Noord bij problemen in de Brusselse Noord-Zuidverbinding. Ook vanwege vertragingen wordt Brussel-Noord vaak het eindstation van de Beneluxtrein (of het beginstation richting Nederland).
- Mechelen bij problemen te Brussel of tussen Brussel en Mechelen;
- Antwerpen-Centraal bij problemen tussen Antwerpen en Mechelen.

## Bediening van Antwerpen
Vanwege de bouw van de Antwerpse Noord-zuidverbinding van 1998 tot 2007, was er te Antwerpen-Centraal beperkte capaciteit, en werd dit station op werkdagen overgeslagen door de Beneluxtrein. Er werd sowieso gestopt te Antwerpen-Berchem. Sinds 26 maart 2007 reed de Beneluxtrein via de Noord-Zuidverbinding en stopte deze weer in Antwerpen-Centraal, maar nu op de diepe sporen (niveau −2). Deze verkorting van de route betekende een tijdwinst van ongeveer 5 minuten. Kopmaken was in Antwerpen niet meer nodig.
Het station Antwerpen-Centraal werd in de beginjaren van de Noord-Zuidverbinding soms overgeslagen richting Brussel, doordat de uitrijhelling te Berchem alleen genomen kan worden indien de loc reeks 11 over zijn vol vermogen beschikt. Door de slechte staat van de locomotieven was dit niet altijd verzekerd. In dit geval reed de trein niet via de HSL 4-tunnel, maar via het oostelijke ringspoor rond Antwerpen. Vervolgens werd er ofwel kopgemaakt in Centraal (met een tiental minuten vertraging tot gevolg), of werd onmiddellijk afgedraaid naar het zuiden en gestopt in het station Antwerpen-Berchem.

## Treinpersoneel
Een bijzonderheid is dat de Beneluxtrein wordt gecontroleerd door een team van een Belgische treinbegeleider en een Nederlandse Train Manager voor het hele traject van Brussel tot Amsterdam en omgekeerd. Bij de meeste internationale treinen was het gebruikelijker dat elke spoorwegmaatschappij zijn eigen conducteurs inzet op het eigen trajectdeel. NS International staat namens NS garant voor het inzetten van conducteurs, NMBS Europe zet Belgisch personeel in. De machinist kan zowel Belgisch (NMBS) als Nederlands (NS International) zijn.

## Reizigersaantallen
De Intercityverbinding tussen Amsterdam en Brussel kende sinds de start in 1957 oplopende reizigersaantallen, hetgeen ervoor zorgde dat de materieelvloot steeds werd uitgebreid. Er zijn echter weinig vervoerscijfers openbaar gemaakt.
|            | 1996 | 1997 | 1998 |
| ---------- | ---- | ---- | ---- |
| Passagiers | 1,7  | 2,1  | 2,3  |

Alle cijfers in miljoenen.

## Plan Lage Landenlijn (2013)
Begin 2013 nam de gemeente Den Haag het initiatief tot de 'Lage Landenlijn' toen bleek dat de internationale Fyratrein niet in Den Haag zou stoppen. De gemeente zag daarmee een belangrijke directe verbinding met Antwerpen en Brussel wegvallen. De gemeente en vervoerder Arriva hoopten de verbinding in combinatie met binnenlands vervoer te kunnen exploiteren, maar dit bleek niet haalbaar. Bovendien was wethouder Peter Smit, de trekker van dit project, aftredend. In de tussentijd kreeg Den Haag een beperkte verbinding terug met Brussel, in de vorm van de teruggekeerde Beneluxtrein van NS en NMBS.

## Andere Benelux-verbinding
Ondanks dat de naam Beneluxtrein alleen de verbinding vormde tussen Amsterdam en Brussel, reden er over een andere route tot in jaren 00 van de 21e eeuw enkele treinen wel tussen Amsterdam en Luxemburg. Dit waren in de laatste jaren van de dienst vaak enkele rijtuigen van het type ICR-buurland die op de verbinding (Zandvoort -) Haarlem – Amsterdam – Maastricht in Maastricht losgekoppeld werden en vervolgens doorreden met een Belgische en/of Luxemburgse locomotief via Luik naar Luxemburg. In feite was dit dus een echte Benelux-verbinding, ondanks dat dit zelden zo genoemd werd.